# Andrzej Wajda
Andrzej Wajda, poljski filmski in gledališki režiser, * 6. marec 1926, † 9. oktober 2016.
Spada med najbolj priznane filmske ustvarjalce, njegova dela pa ponujajo globok vpogled v politično in družbeno ozadje Poljske. Je prejemnik častnih nagrad oskar, zlata palma, zlati lev in drugih.
Manj znan je kot likovni umetnik, ki je posebno pozornost namenjal japonski kulturi. Njegova likovna dela so bila razstavljena v poljskem muzeju Manga z naslovom Japanese Notebook.

## Zgodnje življenje
Wajda se je rodil v Suwałki, na Poljskem. Njegova mati, Aniela Wajda je bila učiteljica na Ukrajinski šoli, oče pa je sodeloval s poljsko pehoto. Leta 1939 je bila Poljska napadena s strani Nemcev in Sovjetske zveze. Leta 1940 so Wajdovega očeta ubili Stalinovi agenti. 
Svoje zgodnje otroštvo in mladost je preživljal z mamo in bratom v okupirani Poljski. Od leta 1924 do leta 1945 se je Wajda pridružil vojski Krajowa. Leta 1946 se je preselil v Krakov. Tam se je vpisal na Akademijo za likovno umetnost, kjer se je osredotočil predvsem na slikanje impresionističnih in post - impresionističnih slik. V filmsko ustvarjanje ga je preusmeril bližnji prijatelj Andrzej Wroblewski z upodobitvijo medvojnega pokola civilistov. Od leta 1950 do leta 1954 je na višji filmski šoli v Lodzu študiral filmsko režijo, ki sta jo poučevala Jerzy Toeplitz in Aleksander Ford. Navdih je našel v francoskih filmih kot je Ballet mécanique, režiserja Fernanda Légerja.

## Kariera

### Začetek kariere
Leta 1955 je prvi uspeh doživel s filmom Generacije, ki govori o okupirani poljski generaciji pod Nemci. Po že prvi uspešnici sta sledila filma Kanal (1957) in Pepel in diamant (1958), ki govori o mladeniču, razpetim med prijateljstvom in resničnostjo v času po drugi svetovni vojni. V tej se kot član protikomunističnega gibanja znajde pred nalogo, da mora ubiti vplivnega člana komunistične stranke, s katerim sta se nekoč oba borila za isto stvar.
Leta 1959 je režiral svojo prvo gledališko predstavo Gazzo, leta 1960 še Hamleta in leta 1963 Two for the Seesaw. Leta 1959 je predstavil svoj prvi barvni film Lotna, romana Wijciecha Žukrowskega. 
Leta 1960 je posnel film Nedolžni čarovniki. Govori o času jazza z glasbo Krzystofa Komeda. 
Naslednja uspešnica je sledila leta 1961, Samson. Leta 1962 je režiral kar dva filma Ljubezen pri dvajsetih in Sibirska lady Macbeth, leta 1965 Popioły in 1968 še Bramy raju.

### Nekateri filmi iz viška kariere
- Krajobraz po bitwie (1970),
- Brzezina (1970)
- Pilatus und andere (1971),
- Wesele (1972),
- Obljubljena dežela (1974),
- Smuga cienia (1976),
- Marmorni človek (1977)
- Bez znieczulenia (1978),
- Gospodične iz Wilka (1979)
- Dyrygent (1980)
- Človek iz železa (1981)
- Danton (1983)
- Eine Liebe in Deutschland (1983)
- Crime and Punishment (1984)

### Kariera po letu 1990
- Korczak (1990)
- Pierscionek z orlem w koronie (1993)
- Anastazija (1994)
- Veliki teden (1995)
- Panna Nikt (1996)
- Gospod Tadej (1999)
- Zemsta (2002)
- Katin (2007)
- Tatarak (2009)
- Človek upanja (2012)
- Podobe zatem (2016)

### Slikanje
Po študiju ni popolna pozabil na slikanje. Ideje za slikanje je črpal predvsem iz japonske kulture. Ob prvem obisku Japonske, 1970, je povedal: »Zaznamujejo jih lastnosti, ki si jih že vse življenje prizadevam razviti in negovati: resnost, občutek za odgovornost in čast ter potrebo po ohranjanju tradicije«. Na akademiji se je ukvarjal predvsem s slikanjem nadrealističnega, abstraktnega sloga. Kasneje je risal hitro narisane slike z uporabo nalivnega peresa, občasno tudi akvarel ali voščenke. Uporabljaj je predvsem rumene, rdeče in modre barve. Slike je vedno zaključil s podpisom, ki ga sestavlja rdeč žig, na katerem je njegovo ime zapisano v japonščini. Njegova likovna dela so bila razstavljena v poljskem Manga muzeju japonske kulture in tehnologije. Pripravili so postavitev več kot stotih skic narisanih ob njegovih obiskih Japonske. Razstava njegovih risb je bila odprta do 6. marca 2020. Rekel je: »Če ne rišem nekaj dni zapored, vse pozabim«.

## Osebno življenje
Wajda je bil poročen štirikrat. Njegova tretja žena je bila igralka Beata Tyszkiewicz, s katero je imel tudi hčerko Karolino. Njegova četrta žena je bila kostumografinja Krystyna Zachwatowicz.
Dosegel je starost 90 let. Umrl je zaradi odpovedi pljuč. Pokopan je v Krakovu. 

## Ljudje o njemu
S svojimi, velikokrat kontroverznimi, filmi je privabil ljudi, ki so si lahko ob gledanju filmov in občudovanju njegovih filmskih mojstrovin ustvarili mnenje, kritiko. 
Režiser Jacek Bromski je Wajdo označil za našega mentorja, našega učitelja in nedosegljiv vzor.
Ob podelitvi oskarja za življenjsko delo so o Wajdi zapisali, da gre za ustvarjalca, čigar filmi so dali občinstvu po vsem svetu umetniški pogled na zgodovino, demokracijo in svobodo in za osebnost, ki je zaradi svojega delovanja postala simbol poguma in upanja za milijone ljudi v povojni Evropi.
Za Daniela Olbrychskega Wajda ni bil le velik umetnik, ampak tudi resnična avtoriteta.